# Byrrhoidea
De Byrrhoidea zijn een superfamilie van kevers uit de infraorde Elateriformia.

## Taxonomie
De superfamilie is als volgt onderverdeeld:
- Familie Byrrhidae Latreille, 1804[1] (Pilkevers)
  - Onderfamilie Byrrhinae Latreille, 1804[1]
    - Tribus Byrrhini Latreille, 1804[1]
    - Tribus Exomellini Casey, 1914
    - Tribus Morychini El Moursy, 1961
    - Tribus Pedilophorini Casey, 1912
    - Tribus Simplocariini Mulsant & Rey, 1869

  - Onderfamilie Syncalyptinae Mulsant & Rey, 1869
    - Tribus Microchaetini Paulus, 1973
    - Tribus Syncalyptini Mulsant & Rey, 1869

  - Onderfamilie Amphicyrtinae LeConte, 1861
- Familie Elmidae Curtis, 1830 (Beekkevers)
  - Onderfamilie Larainae LeConte, 1861
    - Tribus Laraini LeConte, 1861
    - Tribus Potamophilini Mulsant & Rey, 1872

  - Onderfamilie Elminae Curtis, 1830
    - Tribus Ancyronychini Ganglbauer, 1904
    - Tribus Elmini Curtis, 1830
      - Subtribus Elmina Curtis, 1830
      - Subtribus Stenelmina Mulsant & Rey, 1872

    - Tribus Macronychini Gistel, 1848
- Familie Dryopidae Billberg, 1820 (1817) (Ruighaarkevers)
- Familie Lutrochidae Kasap & Crowson, 1975
- Familie Limnichidae Erichson, 1846 (Dwergpilkevers)
  - Onderfamilie Hyphalinae Britton, 1971
  - Onderfamilie Limnichinae Erichson, 1846
    - Tribus Limnichini Erichson, 1846
    - Tribus Wooldridgeini Spangler, 1999

  - Onderfamilie Cephalobyrrhinae Champion, 1925
  - Onderfamilie Thaumastodinae Champion, 1924
- Familie Heteroceridae MacLeay, 1825 (Oevergraafkevers)
  - Onderfamilie Elythomerinae Pacheco, 1964
  - Onderfamilie Heterocerinae MacLeay, 1825
    - Tribus Augylini Pacheco, 1964
    - Tribus Heterocerini MacLeay, 1825
    - Tribus Micilini Pacheco, 1964
    - Tribus Tropicini Pacheco, 1964
- Familie Psephenidae Lacordaire, 1854 (Keikevers)
  - Onderfamilie Afroeubriinae Lee, Satô, Shepard & Jäch, 2007
  - Onderfamilie Eubriinae Lacordaire, 1857
  - Onderfamilie Eubrianacinae Jakobson, 1913
  - Onderfamilie Psephenoidinae Bollow, 1938
  - Onderfamilie Psepheninae Lacordaire, 1854
- Familie Cneoglossidae Champion, 1897
- Familie Ptilodactylidae Laporte, 1836
  - Onderfamilie Anchytarsinae Champion, 1897
  - Onderfamilie Cladotominae Pic, 1914
  - Onderfamilie Aploglossinae Champion, 1897
  - Onderfamilie Araeopidiinae Lawrence, 1991
  - Onderfamilie Ptilodactylinae Laporte, 1836
- Familie Podabrocephalidae Pic, 1930
- Familie Chelonariidae Blanchard, 1845
- Familie Eulichadidae Crowson, 1973
- Familie Callirhipidae Emden, 1924